# BWT-Stadion am Hardtwald
Hardtwaldstadion är en fotbollsarena i Sandhausen i delstaten Baden-Württemberg i Tyskland. Arenan är belägen vid en liten skogsdunge nära Sandhausens stadsgräns och är hemmaarena för det lokala fotbollslaget SV Sandhausen. Arenan ägs av klubben.

## Historia
Arenan invigdes 1951 men fick ingen gräsplan förrän 1961. Arenan expanderades 1987/88 med bygget av en ny takförsedd sittplatsläktare. Ännu fler renoveringar skedde: År 2001 installerades strålkastare och 2008 gjordes flera ändringar för att möta 3. Liga-standarderna. Dessa var uppsättning av temporära läktare med kapacitet för 2 500 personer, installation av storbildsskärm, ökade press- och polisfaciliteter och byggandet av ett VIP- hus. Efteråt kunde Hardtwaldstadion ta emot en publik på 10 231 åskådare.
Efter att SV Sandhausen avancerat till andraligan fick arenan några fler förbättringar under sommaruppehållet 2012. Bland dessa fanns uppvärmning av planen, en plattform för tv-kameror och även två nya läktare som ökade kapaciteten till 12 100 åskådare. Om laget lyckas etablera sig i andradivisionen måste två nya läktare resas, den ena bakom det västra målet och den andra bakom det södra. Arenan skulle då få en kapacitet på ungefär 15 000.